# Paracoccus tuaregensis
Paracoccus tuaregensis är en insektsart som först beskrevs av Alfred Serge Balachowsky 1951.  Paracoccus tuaregensis ingår i släktet Paracoccus och familjen ullsköldlöss.
Artens utbredningsområde är Algeriet. Inga underarter finns listade i Catalogue of Life.